# Zonosaurus tsingy
Espèce
Statut de conservation UICN

 LC  : Préoccupation mineure
Zonosaurus tsingy est une espèce de sauriens de la famille des Gerrhosauridae.

## Répartition
Cette espèce est endémique de Madagascar.

## Description
Cette espèce est ovipare.

## Publication originale
- Raselimanana, Raxworthy & Nussbaum, 2000 : A revision of the dwarf Zonosaurus Boulenger (Reptilia: Squamata: Cordylidae) from Madagascar, including descriptions of three new species. Scientific Papers Natural History Museum University of Kansas, vol. 18, p. 1-16 (texte intégral).